# Crossing Jordan
Crossing Jordan és una sèrie de televisió de la NBC, protagonitzada per Jill Hennessy en la qual interpreta a una forense de l'Institut Mèdic Forense de Boston. La sèrie mostra els treballs de recerca i identificació de cossos de l'Institut i de la policia, assignada a alguns dels casos. La sèrie va ser escrita per Tim Kring i per Damon Lindelof, qui també es va encarregar de la producció.
El títol es refereix tant al nom de la protagonista, que gairebé sempre es mostra en una posició "enfadada/creuada" amb els altres -especialment els personatges amb autoritat sobre ella- fins a obtenir el que vol saber, i la metàfora bíblica dels antics hebreus creuant el riu Jordà, usada en les cançons espirituals per representar la mort i el pas a l'altra vida.
La sèrie es va estrenar a Espanya en Cosmopolitan TV i va ser emesa posteriorment en altres canals com Cuatro i Factoría de Ficción. Als Estats Units la sèrie va començar a emetre's el 24 de setembre de 2001 i va finalitzar el 16 de maig de 2007, després de sis temporades en antena.
Jill Hennessy havia aconseguit la popularitat amb la serie Law & Order.

## Argument[2]
Jordan Cavanaugh torna a la seva ciutat natal de Boston després d'anys i li pregunta al seu antic cap, el forense Dr. Garret Macy per aconseguir feina; una vegada va abandonar el departament en una disputa amb els seus superiors perquè ja no toleraven la seva ingerència constant en les investigacions policials. En contra del seu bon criteri, Macy, finalment ascendit a cap de metge forense després d'anys d'espera, torna a contractar a Jordan.
Així que Jordan es retroba amb el seu pare Max, amb qui sempre ha tingut una relació complicada; una vegada, quan tenia 10 anys, va trobar la seva mare apunyalada a la cuina de casa dels seus pares. Max, que en aquell moment era un agent de policia, va ser detingut breument com a sospitós i amb prou feines va mantenir la custòdia, tot i que va ser exonerat. Més tard va ensenyar a la seva filla un mètode perillós de reconstrucció del crim: es van posar a la pell dels assassins i les víctimes i sovint s'acostaven psicològicament perillosament a ells.
Ara els dos tornen a començar amb aquests flashbacks, mentre que Jordan no pot deixar anar el pensament de l'assassí de la seva mare que mai ha estat trobat.
Després d'un temps, Jordan rep cada cop més pistes sobre la seva infància, la seva família i l'assassinat de la seva mare. Però el seu pare Max guarda silenci sobre la seva dona morta. Fins i tot quan Jordan descobreix que no és fill únic sinó que té un germà gran i psicòpata anomenat James, no fa cap moviment per ajudar-la a trobar la veritat. Evita constantment respondre a les seves preguntes sobre el tema esquivant o dient-li que deixi reposar el tema.
Resulta que la seva mare estava malalt mentalment i va tenir una breu estada a l'hospital psiquiàtric.
Abans del naixement de Jordan, Max havia donat James a una família que abans havia perdut el seu propi fill. Això mai es va registrar oficialment. El motiu pel qual li diu a Jordan és que la seva dona amb malaltia mental volia fer mal al nadó James. Jordan també recorda una escena de la seva infantesa on troba la seva mare al bany amb un mirall trencat a la mà, de la qual conclou que es volia fer mal. No obstant això, els motius de Max per transmetre el nadó James continuen en dubte, ja que James l'acusa de regalar-lo perquè James no era el fill biològic de Max i no ho podia suportar.
No va ser fins als 10 anys que James va conèixer accidentalment la veritat, després de la qual cosa va deixar els seus pares no biològics.
Jordan també descobreix que la seva mare va tenir una aventura amb l'antic company del seu pare, Thomas Malden. Així que aquest és el pare de James. Thomas Malden va descobrir la veritat sobre el seu fill il·legítim el dia abans de la mort de la mare de Jordan, així que volia que matés James. Aleshores, James es va veure obligat a matar un altre agent de policia encarregat d'assassinar-lo. És per això que després va fugir i durant molts anys no va poder contactar amb Jordània.
Al final de la segona temporada, molts detalls surten a la llum quan Jordan troba un vehicle que feia temps que buscava, pel qual havia rebut el nom del vehicle i les claus del cotxe d'un assassí familiar un any abans.
En aquest vehicle es descobreixen els ossos de l'oficial de policia assassinat per James, deixant tant la policia com Jordan de forma independent, amb diferents motius, buscant en James. Quan Jordan es troba amb James al seu apartament, coneix més detalls i així descobreix la veritat sobre el pare biològic de James, Thomas Malden.
A l'oficina de Thomas Malden, s'enfronta a ell, però és drogada i drogada per ell. Juntament amb Jordan, entra a l'apartament de James, on sembla que es produeix una baralla i Thomas Malden és disparat per James.
Max, que ara ha sabut la veritat sobre Thomas Malden i el mateix James, també arriba a l'apartament i, per protegir James, que ara està fugint, dispara un tret al Thomas Malden ja mort. El detectiu "Woody" Hoyt arriba tard a aquest apartament perquè en Max es va endur les claus del cotxe mentre caminava i, després de sentir alguns trets des de l'escala,de l'apartament es troba en Max amb la seva arma disparada. En el pla de tancament de l'episodi final de la temporada 2, Max i Woody s'apunten amb les armes l'un a l'altre.
En el següent episodi, Max està inicialment fugint, ja que la policia creu creu que és l'assassí de Thomas Malden. En el transcurs de l'episodi, però, resulta que James li va disparar. A part d'aixó, Woody que inicialment creu que Max Jordan és l'assassí, assumeix que Jordan originalment volia cobrir Max i ajudar-lo a escapar.
Mentrestant, es desperta, encara parcialment atordida per Thomas Malden, al carrer lateral al costat de l'apartament i es troba amb Garret Macy, que mentrestant ha arribat al carrer i se suposa que ha d'investigar l'assassinat de Thomas Malden.
Després que la policia i la medicina forense coneguessin més i més detalls sobre la mort de Thomas Malden i, per tant, Max i Jordan són innocents, James es pot trobar al seu antic apartament, l'edifici del qual ara s'està renovant completament, i s'enfronta a Jordan. Woody i la seva col·lega Annie Capra esdevenen. Mentre Jordan intenta parlar amb James, en Woody i l'Annie apunten amb les armes a James uns metres més enrere.
James es troba a la vora de l'apartament, que no té finestres a causa de la renovació general. Poc després, suposadament perquè en James ja no veu una sortida, es llança per l'obertura de l'apartament i acaba al riu darrere de la casa. No obstant això, el cos no es pot trobar.
Al principi no és clar qui va matar realment la mare de Jordan.
El jove detectiu Woody Hoyt té un paper cada cop més important en la vida de Jordan. Es converteix en el seu millor amic i sovint la salva de situacions perilloses. En Jordan no correspon als seus sentiments per ella durant molt de temps a causa de les seves pors de relació, tot i que al cap d'un temps, en una emergència inicialment desesperada, s'acaben besant al costat de la foguera. Després d'un temps, sobretot quan torna a perdre el contacte amb el seu pare i una altra dona, el seu col·lega Devan Maguire, mostra interès per Woody, Jordan s'adona que significa més per a ell del que pensava. No obstant això, els seus sentiments per ell només es fan evidents quan Woody rep un tret i la seva vida corre perill.
Tant en l'entorn professional com en l'entorn privat, Jordan rarament està sola. Els seus companys Nigel, Bug, Lily, Trey i també el seu cap Garret solen estar darrere d'ella i li donen suport com poden. Els membres de l'Institut de Medicina Legal es van soldant cada vegada més amb els anys a través d'èxits, tragèdies i derrotes i aviat ja no es veuen com a simples companys de feina, sinó com una família en la que tothom pot confiar en els altres.
Trey Sanders, que va començar al Boston Medical Examiner poc abans que ella, també es va convertir en una bona amiga. Tanmateix, al final de la primera temporada, abandona el despatx del forense. Els motius del canvi no queden clars.
Al final de la sisena temporada, l'equip de Jordan es veu involucrat en un accident d'avió. Tot i que Bug encara creu que mai tornarà a veure la seva estimada Lily i la seva filla Madeleine o no sap quan els tornarà a veure, Jordan i Woody s'adonen que encara s'estimen. Al final, els dos es besen i tots són trobats i rescatats.

## Premis i nominacions
- 2003 - Jill Hennessy, nominada als Globus d'Or com a actriu revelació de sèrie.
- 2003, 2004 i 2005 - Premi de l'Associació de Compositors (ASCAP) a la millor sèrie de televisió.
- Després de sis temporades i 117 episodis, la sèrie va ser cancel·lada per NBC el 14 de maig de 2007 i va concloure el 16 de maig de 2007.[3]

## Personatges de la sèrie
- Jill Hennessy, doctora Jordan Cavanaugh[4]
- Miguel Ferrer, doctor Garret Macy, cap de Jordan
- Jerry O'Connell, detectiu Woody Hoyt
- Kathryn Hahn, consellera Lily Lebowski
- Ken Howard, ex-policia Max Cavanaugh, pare de Jordan (1a temporada)
- Lorraine Toussaint, doctora Elaine Duchamps (2a temporada)
- Mahershala Ali, doctor Trey Sanders. (1a temporada)
- Ravi Kapoor, entomòleg "Bug" Mahesh
- Steve Valentine, criminalista Nigel Townsend
- Leslie Bibb, Dl. Simmons, psicòloga de la policia de Boston

| Temporada | Metge forense                        | Cap del servei mèdic forense    | Metges forenses                      | Metges forenses                           | Consellera                   | Criminalista                     | Detectiu                             | Detectiu Junior                           |
| --------- | ------------------------------------ | ------------------------------- | ------------------------------------ | ----------------------------------------- | ---------------------------- | -------------------------------- | ------------------------------------ | ----------------------------------------- |
| 1         | Dr. Jordan Cavanaugh (Jill Hennessy) | Dr. Garret Macy (Miguel Ferrer) | Dr. Mahesh "Bug" Vijay (Ravi Kapoor) | Dr. Trey Sanders (Mahershalalhashbaz Ali) | Lily Lebowski (Kathryn Hahn) | Nigel Townsend (Steve Valentine) | Lt. Max Cavanaugh (Ken Howard)       | Det. Woody Hoyt (Jerry O'Connell          |
| 2         | Dr. Jordan Cavanaugh (Jill Hennessy) | Dr. Garret Macy (Miguel Ferrer) | Dr. Mahesh "Bug" Vijay (Ravi Kapoor) | Dr. Elaine Duchamps (Lorraine Toussaint)  | Lily Lebowski (Kathryn Hahn) | Nigel Townsend (Steve Valentine) | Lt. Max Cavanaugh (Ken Howard)       | Det. Woody Hoyt (Jerry O'Connell          |
| 3         | Dr. Jordan Cavanaugh (Jill Hennessy) | Dr. Garret Macy (Miguel Ferrer) | Dr. Mahesh "Bug" Vijay (Ravi Kapoor) | Dr. Peter Winslow (Ivan Sergei)           | Lily Lebowski (Kathryn Hahn) | Nigel Townsend (Steve Valentine) | Lt. Max Cavanaugh (Ken Howard)       | Det. Woody Hoyt (Jerry O'Connell          |
| 4         | Dr. Jordan Cavanaugh (Jill Hennessy) | Dr. Garret Macy (Miguel Ferrer) | Dr. Mahesh "Bug" Vijay (Ravi Kapoor) | Dr. Devan Maguire (Jennifer Finnigan)     | Lily Lebowski (Kathryn Hahn) | Nigel Townsend (Steve Valentine) | Detect. Woody Hoyt (Jerry O'Connell) | Vacant                                    |
| 5         | Dr. Jordan Cavanaugh (Jill Hennessy) | Dr. Garret Macy (Miguel Ferrer) | Dr. Mahesh "Bug" Vijay (Ravi Kapoor) | Dr. Devan Maguire (Jennifer Finnigan)     | Lily Lebowski (Kathryn Hahn) | Nigel Townsend (Steve Valentine) | Detect. Woody Hoyt (Jerry O'Connell) | Det. Tallulah "Dl." Simmons (Leslie Bibb) |
| 6         | Dr. Jordan Cavanaugh (Jill Hennessy) | Dr. Garret Macy (Miguel Ferrer) | Dr. Mahesh "Bug" Vijay (Ravi Kapoor) | Dr. Kate Switzer (Brooke Smith)           | Lily Lebowski (Kathryn Hahn) | Nigel Townsend (Steve Valentine) | Detect. Woody Hoyt (Jerry O'Connell) | Vacant                                    |

### Doblatge
| Actor original          | Actor de doblatge                                   | Personatge                |
| ----------------------- | --------------------------------------------------- | ------------------------- |
| Hennessy, Jill          | Concha García Valero i Mercedes Montalá Maru Guzmán | Dra. Jordan Cavanaugh     |
| Ferrer, Miguel          | Juan Carlos Gustems Arturo Mercado, Jr.             | Garret Macy               |
| Kapoor, Ravi            | Jordi Ribes Alfonso Obregon                         | Dr. "Bug" Mahesh          |
| Ali, Mahershalalhashbaz | Ángel De Gracia Ariel Abadi                         | Dr. Trey Sanders          |
| Lorraine Toussaint      |                                                     | Dr. Elaine Duchamps       |
| Sergei, Ivan            | Raúl Llorens Raúl Aldana                            | Dr. Peter Winslow         |
| Smith, Brooke           | Lola Oria Jessica Ortiz                             | Dra. Kate Switzer         |
| Hahn, Kathryn           | Toni Avilés Laura Torres                            | Lily Lebowski             |
| Howard, Ken             | Pepe Mediavilla Arturo Mercado                      | Max Cavanaugh             |
| O´Connell, Jerry        | Alberto Mieza Sergio Gutierrez Vedat                | Det. Woodrow "Woody" Hoyt |
| Bibb, Leslie            | Rosa María Hernández Marina Huerte                  | Tallulah "Dl." Simmons    |
| McKenna, Alex           | Berta Cortés Víctor Ugarte                          | Abby Macy                 |

- Estudi de doblatge: SONYGRAF (Barcelona)

## Episodis

### Temporada 1
| Capítol | Temporada / Episodi | Temporada / Episodi | Títol en català              | Títol original                   |
| ------- | ------------------- | ------------------- | ---------------------------- | -------------------------------- |
| 1       | 1ª                  | 1                   | Pilot                        | Pilot                            |
| 2       | 1ª                  | 2                   | L'Alba D'Un Nou Dia          | The Dawn of a New Day            |
| 3       | 1ª                  | 3                   | Llaços Que Uneixen           | The Ties That Bind               |
| 4       | 1ª                  | 4                   | Nascuda per córrer           | Born to Run                      |
| 5       | 1ª                  | 5                   | No Pots Tornar A Casa De Nou | You Can't Go Home Again          |
| 6       | 1ª                  | 6                   | Creients                     | Believers                        |
| 7       | 1ª                  | 7                   | La mai vist                  | Sight Unseen                     |
| 8       | 1ª                  | 8                   | L'excavador (Part 1ª)        | Digger (1)                       |
| 9       | 1ª                  | 9                   | L'excavador (Part 2ª)        | Digger (2)                       |
| 10      | 1ª                  | 10                  | Nadal trist                  | Blue Christmas                   |
| 11      | 1ª                  | 11                  | Lloc i moment equivocat      | Wrong Place, Wrong Time          |
| 12      | 1ª                  | 12                  | Parents consaguineos         | Blood Relatives                  |
| 13      | 1ª                  | 13                  | Milagros i meravelles        | Miracles & Wonders               |
| 14      | 1ª                  | 14                  | Avantpassats                 | Four Fathers                     |
| 15      | 1ª                  | 15                  | Actes de compassió           | Acts of Mercy                    |
| 16      | 1ª                  | 16                  | Perduda i oposada            | Lost and Found                   |
| 17      | 1ª                  | 17                  | Crim i càstig                | Crime & Punishment               |
| 18      | 1ª                  | 18                  | Amb honor                    | With Honor                       |
| 19      | 1ª                  | 19                  | Per a Harry amb amor         | For Harry, with Love and Squalor |
| 20      | 1ª                  | 20                  | El regal de la vida          | The Gift of Life                 |
| 21      | 1ª                  | 21                  | Algú amb qui explicar        | Someone to Count On              |
| 22      | 1ª                  | 22                  | Secrets i mentides (Part 1ª) | Secrets & Lies (1)               |
| 23      | 1ª                  | 23                  | Secrets i mentides (Part 2ª) | Secrets & Lies (2)               |

### Temporada 2
| Capítol | Temporada / Episodi | Temporada / Episodi | Títol en català                 | Títol original             |
| ------- | ------------------- | ------------------- | ------------------------------- | -------------------------- |
| 24      | 2ª                  | 1                   | Llar, dolça llar                | There's No Place Like Home |
| 25      | 2ª                  | 2                   | Bomba va                        | Bombs Away                 |
| 26      | 2ª                  | 3                   | La veritat està aquí            | The Truth Is Out There     |
| 27      | 2ª                  | 4                   | Venjança                        | Pay Back                   |
| 28      | 2ª                  | 5                   | Coses de la destinació          | As If by Fate              |
| 29      | 2ª                  | 6                   | Sobre l'edifici enfonsat        | One Twelve                 |
| 30      | 2ª                  | 7                   | Espantada                       | Scared Straight            |
| 31      | 2ª                  | 8                   | No miris enrere                 | Don't Look Back            |
| 32      | 2ª                  | 9                   | Intercanvi de presoners         | Prisoner Exchange          |
| 33      | 2ª                  | 10                  | La navalla de Ockham            | Ockham's Razor             |
| 34      | 2ª                  | 11                  | Llaços familiars                | Family Ties                |
| 35      | 2ª                  | 12                  | Tempesta perfecta               | Perfect Storm              |
| 36      | 2ª                  | 13                  | Escanyada                       | Strangled                  |
| 37      | 2ª                  | 14                  | Comodí                          | Wild Card                  |
| 38      | 2ª                  | 15                  | No identificat                  | John Doe                   |
| 39      | 2ª                  | 16                  | Conspiració                     | Conspiracy                 |
| 40      | 2ª                  | 17                  | Cruel i insòlit                 | Cruel and Unusual          |
| 41      | 2ª                  | 18                  | Gel i foc                       | Fire and Ice               |
| 42      | 2ª                  | 19                  | El club de les esposes mortes   | Dead Wives Club            |
| 43      | 2ª                  | 20                  | Divisió Sunset                  | Sunset Division            |
| 44      | 2ª                  | 21                  | El maleter de Pandora (Part 1ª) | Pandora's Trunk (1)        |
| 45      | 2ª                  | 22                  | El maleter de Pandora (Part 2ª) | Pandora's Trunk (2)        |

### Temporada 3
| Capítol | Temporada / Episodi | Temporada / Episodi | Títol en català                          | Títol original                                                     |
| ------- | ------------------- | ------------------- | ---------------------------------------- | ------------------------------------------------------------------ |
| 46      | 3ª                  | 1                   | Que el diable vagi amb compte            | Devil May Care                                                     |
| 47      | 3ª                  | 2                   | Cosa feta                                | Eslam Dunk                                                         |
| 48      | 3ª                  | 3                   | Fins que la mort ens separi              | Til Death Do Us Part                                               |
| 49      | 3ª                  | 4                   | És plutoni el que tens en la butxaca     | Is That Plutonium in Your Pocket, or Are You Just Happy to See Me? |
| 50      | 3ª                  | 5                   | Viu o mort                               | Dead or Alive                                                      |
| 51      | 3ª                  | 6                   | Segones oportunitats                     | Second Chances                                                     |
| 52      | 3ª                  | 7                   | Peces que falten                         | Missing Pieces                                                     |
| 53      | 3ª                  | 8                   | El més probable                          | Most Likely                                                        |
| 54      | 3ª                  | 9                   | Totes les notícies que poden publicar-se | All the News Fit to Print                                          |
| 55      | 3ª                  | 10                  | Al descobert                             | Revealed                                                           |
| 56      | 3ª                  | 11                  | El va dir, ella va dir                   | He Said, She Said                                                  |
| 57      | 3ª                  | 12                  | En l'aigua                               | Dead in the Water                                                  |
| 58      | 3ª                  | 13                  | Oh, germà On estàs?                      | Oh, Brother Where Art Thou?                                        |

### Temporada 4
| Capítol | Temporada / Episodi | Temporada / Episodi | Títol en català               | Títol original                       |
| ------- | ------------------- | ------------------- | ----------------------------- | ------------------------------------ |
| 59      | 4ª                  | 1                   | Després d'enfosquir           | After Dark                           |
| 60      | 4ª                  | 2                   | No està a la vista            | Out of Sight                         |
| 61      | 4ª                  | 3                   | Intromissió                   | Intruded                             |
| 62      | 4ª                  | 4                   | Volta al passat               | Deja Past                            |
| 63      | 4ª                  | 5                   | Justícia ajornada             | Justice Delayed                      |
| 64      | 4ª                  | 6                   | Lluna blava                   | Blue Moon                            |
| 65      | 4ª                  | 7                   | Boston vs. Las Vegas          | What Happens in Vegas Dies in Boston |
| 66      | 4ª                  | 8                   | Foc del cel                   | Fire from the Sky                    |
| 67      | 4ª                  | 9                   | Trasplantament d'òrgans       | Necessary Risks                      |
| 68      | 4ª                  | 10                  | Un desconegut entre nosaltres | A Stranger Among Us                  |
| 69      | 4ª                  | 11                  | Assassinat en el dipòsit      | Murder in the Rue Morgue             |
| 70      | 4ª                  | 12                  | Un assumpte de família        | Family Affair                        |
| 71      | 4ª                  | 13                  | De bo de bo em vas atrapar    | You Really Got Em                    |
| 72      | 4ª                  | 14                  | Assassinats en la penombra    | Gray Murders                         |
| 73      | 4ª                  | 15                  | Va ocórrer una nit            | It Happened One Night                |
| 74      | 4ª                  | 16                  | Pell i ossos                  | Skin and Bone                        |
| 75      | 4ª                  | 17                  | L'intercanvi de Locard        | Locard's Exchange                    |
| 76      | 4ª                  | 18                  | Santuari                      | Sanctuary                            |
| 77      | 4ª                  | 19                  | Ets adorable                  | Embraceable You                      |
| 78      | 4ª                  | 20                  | No m'oblidis                  | Forget Me Not                        |
| 79      | 4ª                  | 21                  | Caiguda lliure                | Jump Push Fall                       |

### Temporada 5
| Capítol | Temporada / Episodi | Temporada / Episodi | Títol en català                                           | Títol original                |
| ------- | ------------------- | ------------------- | --------------------------------------------------------- | ----------------------------- |
| 80      | 5ª                  | 1                   | No hi ha gens com la llar                                 | There's No Place Like Home II |
| 81      | 5ª                  | 2                   | La fortuna és una dama (Aposta doblegada, triple amenaça) | Luck Be a Lady                |
| 82      | 5ª                  | 3                   | Indisposició                                              | Under the Weather             |
| 83      | 5ª                  | 4                   | El dia del judici final                                   | Judgement Day                 |
| 84      | 5ª                  | 5                   | Il·luminació                                              | Enlightenment                 |
| 85      | 5ª                  | 6                   | Recordar-ho tot                                           | Total Recall                  |
| 86      | 5ª                  | 7                   | Mort en l'autopista                                       | Road Kill                     |
| 87      | 5ª                  | 8                   | Un home de blau                                           | A Man in Blue                 |
| 88      | 5ª                  | 9                   | La mort segueix                                           | Death Goes on                 |
| 89      | 5ª                  | 10                  | No em vol                                                 | Loves Me Not                  |
| 90      | 5ª                  | 11                  | Maniobres a la sala                                       | The Elephant in the Room      |
| 91      | 5ª                  | 12                  | Codi ètic                                                 | Code of Ethics                |
| 92      | 5ª                  | 13                  | Terra de somnis                                           | Dreamland                     |
| 93      | 5ª                  | 14                  | Nombre de víctimes                                        | Death Toll                    |
| 94      | 5ª                  | 15                  | Qui és el culpable?                                       | Blame Game                    |
| 95      | 5ª                  | 16                  | Algú que cuidi de mi                                      | Someone to Watch Over Me      |
| 96      | 5ª                  | 17                  | Salva'm                                                   | Save Me                       |
| 97      | 5ª                  | 18                  | Terreny perillós                                          | Thin Ice                      |
| 98      | 5ª                  | 19                  | Sengles misterioses                                       | Mysterious Ways               |
| 99      | 5ª                  | 20                  | Mall contra bisturí                                       | Mace vs. Scalpel              |
| 100     | 5ª                  | 21                  | No em deixis així                                         | Don't Leave Me This Way       |

### Temporada 6
| Capítol | Temporada / Episodi | Temporada / Episodi | Títol en català                  | Títol original                 |
| ------- | ------------------- | ------------------- | -------------------------------- | ------------------------------ |
| 101     | 6ª                  | 1                   | Venjança                         | Retribution                    |
| 102     | 6ª                  | 2                   | Feta trossos                     | Shattered                      |
| 103     | 6ª                  | 3                   | Trenta-tres bales                | 33 Bullets                     |
| 104     | 6ª                  | 4                   | Aquesta bogeria anomenada amor   | Crazy Little Thing Called Love |
| 105     | 6ª                  | 5                   | El senyor petit i el senyor gran | Mr. Little and Mr. Big         |
| 106     | 6ª                  | 6                   | La nit dels morts vivents        | Night of the Living Dead       |
| 107     | 6ª                  | 7                   | Orgull desmesurat                | Hubris                         |
| 108     | 6ª                  | 8                   | Aïllament                        | Isolation                      |
| 109     | 6ª                  | 9                   | Dos metres sota terra            | Seven Feet Under               |
| 110     | 6ª                  | 10                  | De la gràcia heu caigut          | Fall From Grace                |
| 111     | 6ª                  | 11                  | Fe                               | Faith                          |
| 112     | 6ª                  | 12                  | La bella dorment                 | Sleeping Beauty                |
| 113     | 6ª                  | 13                  | Després d'això                   | Post Hoc                       |
| 114     | 6ª                  | 14                  | En la salut i en la malaltia     | In Sickness & In Health        |
| 115     | 6ª                  | 15                  | Morta una altra vegada           | Dead Again                     |
| 116     | 6ª                  | 16                  | Ingresso cadàver                 | D.O.A.                         |
| 117     | 6ª                  | 17                  | Accident                         | Crash                          |